# Труфаново (Тверская область)
Труфаново — деревня в Кимрском районе Тверской области, Ильинское сельское поселение. Находится в 9 км к северо-востоку от села Ильинское.
В 1997 году — 1 хозяйство, 1 житель.

По переписи 2002 года — жителей нет, на 1.1.2008 — 1 человек.

## История
Первое известное упоминание о деревне Труфаново относится к 1628 году, об этом пишет Е. А. Релина. 

В это время Труфаново — деревня на прудце в 3 двора с 2 деловыми людьми, 2 бобылями, 1 пастухом и одним пустым двором, она представляла собой вотчину Сытного дворца стряпчего Матвея Ивановича Боркова, купленную им у тестя Молчана Фролова, вотчина была дана Молчану «за Московское осадное сидение».

В 1678 году Труфаново — деревня в 4 двора у Карпа Васильевича Борисова.

В 1780-х годах в деревне было 11 дворов с 29 мужчинами и 33 женщинами у премьер-майора Семена Никифоровича Шишкова

В 1806 году деревня Труфаново состояла из 4-х дворов с 18 мужчинами и 19 женщинами у премьер-майора Ардальона Семеновича Шишкова.

В 1851 году — Труфаново было у генерал-майорши Надежды Алексеевны Шуцкой и помещицы Софьи Тишковой, в деревне 10 дворов с 24 мужчинами и 23 женщинами.

По X переписи 1857 года в Труфанове 13 дворов с 35 мужчинами и 40 женщинами.

В 1859 году деревня Труфаново определена "по правую сторону этапной дороги из Корчевы в Кашин при речке Лужменке", число дворов в ней - 11, жителей: мужчин - 33, женщин - 26 

В 1887 году Труфаново зафиксировано в составе Суворовской волости Корчевского уезда, оно стоит на возвышенности. В деревне два скученных посада, 7 колодцев, 3 пруда, 19 дворов с 59 мужчинами и 58 женщинами, мелочная лавка, маслобойня. Дети учились в деревне Суворово. Жители — местные и отхожие сапожники.Число душевых земельных наделов по владетельным актам - 36, число владельцев - 18. Усадебной земли - 4,8 десятин, пашенной - 62,2 дес., сенокоса полевого - 11,8 дес., пустошного - 62, 2 дес., леса дровяного - 8 дес. Под посевом было ржи - 20,3 дес, овса - 8,7 дес., ячменя - 6 дес., картофеля - 2,9 дес.. льна - 2, 7 дес. Из домашнего скота было 18 лошадей, 55 коров с телятами, 26 овец, на одну семью приходилось 4,8 голов скота. На местных промыслах (сапожники) занято 28 человек, на отхожих - 9. Жилых построек в деревне 29, нежилых -72.
Род Шишковых - помещиков деревни Труфаново в 80-х годах XVIII - первой половине XIX веков - ведет своё начало от Микулы Васильевича по прозвищу Шишка, правнука дворянина Юрия Лозинича, прибывшего из Польши на службу к великому князю Тверскому Ивану Михайловичу еще в XV веке.
Семен Никифорович Шишков - отец знаменитого вице-адмирала,члена Государственного совета, министра народного просвещения Александра Семеновича Шишкова (1754-1841), имел пять сыновей, один из них - Ардалион Семенович (ум. в 1813), член Английского клуба. После смерти Ардалиона бездетный Александр взял на воспитание его детей, среди которых был приятель Александра Сергеевича Пушкина - поэт Александр Шишков 2-й, он в 1832 году был убит в Твери ревнивым мужем одной из своих пассий. После его смерти его произведения в четырех томах были  изданы при посредничестве А.С. Пушкина в 1834-1835 годах.

В деревне Труфаново проживали представители таких крестьянских фамилий, как Ермишины, Мишанковы, Блиновы, Буровы, Боковы.